# Marco Antonio Cavazzoni
Marco Antonio Cavazzoni (aussi : Marc' Antonio), né vers 1490 et mort vers 1560, est un compositeur et organiste italien. Il est le père du compositeur Girolamo Cavazzoni.
L'ensemble de ses compositions qui nous est parvenu est contenu dans le recueil imprimé intitulé Recerchari, motetti, canzoni [...] libro primo, publié à Venise en 1523. L'ouvrage contient les plus anciennes ricercari connues. S'agissant d'improvisations transcrites, celles-ci ne font pas encore usage du procédé d'imitation qui caractérisera ensuite ce genre, mais elles comportent néanmoins de larges développements thématiques. Les autres pièces du recueil sont des arrangements de musique vocale de Cavazzoni ou d'autres compositeurs, solidement ancrées dans la tradition vocale de la Renaissance.

## Œuvres publiées
- 2 ricercari
- 2 motets : Salve Virgo, o Stella maris
- 4 chansons : Perdone moi sie folie, Madame vous aves mon cuor, Plus ne regres, Lautre yor per un matin.

Une seule pièce pour clavier, Recercada de maca in bologna, est conservée au sein des archives paroissiales de Castell’Arquato (Plaisance) en Emilie-Romagne (ms. Musicale n. 2, cc. 5v-6v).